# Coelioxys semenowi
Coelioxys semenowi är en biart som beskrevs av Morawitz 1894. Coelioxys semenowi ingår i släktet kägelbin, och familjen buksamlarbin. Inga underarter finns listade i Catalogue of Life.